# Пауль Еллен
Па́уль Еллен (нім. Paul Aellen, 1896—1973) — швейцарський ботанік-систематик.

## Біографія
Пауль Еллен народився у Базелі 13 травня 1896 року. З 1915 року навчався на факультеті природничих наук Базельського університету, закінчив його у 1921 році.
З 1921 по 1927 рік Еллен був директором Школи Песталоцці у Шаффгаузені. Згодом він протягом певного часу викладав у різних навчальних закладах Базеля, у 1928 році почав працювати у школі для дітей з особливими потребами.
У 1958 році Еллен вийшов на пенсію через погіршення стану здоров'я. 19 серпня 1973 року він помер у Гайлігеншвенді після нападу астми.
Основний гербарій Еллена зберігається у Женевському ботанічному саду (G). 
Еллен був співвтором розділу родини Лободові книги «Флора СРСР». Основним автором тексту є Модест Михайлович Ільїн.

## Окремі наукові праці
- Aellen, P. (1937—1938). Revision den australischen und neuseeländischen Chenopodiaceen. Botanische Jahrbücher fur Systematik, Pflanzengeschichte und Pflanzengeographie. 68 (3/4): 345—434.

## Роди та окремі види, названі на честь П. Еллена
- Aellenia Ulbr., 1934
- Atriplex aellenii Sukhor., 2013
- Bassia aellenii Ising, 1964 [≡ Sclerolaena aellenii (Ising) A.J.Scott, 1978]
- Erigeron aellenii Rech.f., 1950 [≡ Psychrogeton aellenii (Rech.f.) Grierson, 1967]
- Oxytropis aellenii Vassilcz., 1980
- Salsola aellenii Botsch., 1974
- Silene aellenii Sennen, 1936
- Taraxacum aellenii Soest, 1960